# Суйо-Терме
Суйо-Терме (итал. Suio Terme) — термальная долина Суйо, курортная местность в районе города Суйо, муниципалитета Кастельфорте, провинции Латина, региона Лацио, Италия. Суйо Терме расположен на склоне горной гряды Аурунчи, на берегу реки Гарильяно и включает в себя несколько источников горячей минеральной воды.

## История
Местность Суйо Терме, была известна ещё с античных времён под названием Купальные или Вешанские воды (Aquae Vescinae) и упомянута в письменных источниках такими авторами как Плиний Старший, Марк Анней Лукан, Цицерон. В городе Суйо находится храм XIII в. ордена Госпитальеров, построенный на фундаменте древнеримской виллы Zethos, принадлежавшей греческому античному философу Плотину, который получал облегчение своим болезням на термальных источниках Суйо до 270 года.
Особую популярность источники Суйо получили во времена Римской империи, для чего римским императором Луцием Сеттимо Севером (Lucio Settimio Severo) была проложена дорога от прибрежного города Минтурно до термальной долины Суйо. В XIX веке при археологических раскопках на территории Суйо Терме была найдена, так называемая «ванна Нерона» — комплекс помещений для отдыха и лечения императора Нерона и бассейн Дураторре (Duratorre) на источнике Сан Антонио, в котором была найдена древнеримская купальная скамья из порфира.
Очевидным является то, что термальные воды Суйо использовались местными жителями задолго до завоевания территории древним Римом. После падения Западной Римской империи использование термальных вод постепенно сокращается и остаётся актуальным только для местного населения. Второй расцвет термальных вод Суйо начался после Второй мировой войны, когда в долине Суйо было построено несколько бальнеологических лечебниц и отелей для терапевтического применения термальных вод и грязей.

## Минеральные источники
В Суйо Терме имеется значительное количество разнообразных естественных источников минеральной воды, расположенных, как правило, в нижней части рельефа горы Аурунчи у реки Гарильяно. Воды в основном гипертермальные, сернисто-биокарбонатно-щелочно-землистые, от 15 до 63°С, с различными концентрациями серы и кальция для наружного применения. Воды Суйо Терме используются не только для лечения и в терапевтических целях, но и для улучшения внешнего вида: упругости и тугора кожи, омоложения, заживления мелких ссадин, царапин, а также для отдыха. Из источников добывают термальную грязь, используемую в лечебных целях для аппликаций и содержащую концентрат минеральных веществ.
Термальные воды и грязи Суйо Терме применяются при заболеваниях опорно-двигательного аппарата, в частности суставном ревматизме, ревматоидном артрите, хроническом артрите, неврите, спондилоартрозе, дистрофии кости, переломах, миозитах и хронической миалгии; заболеваниях дыхательных путей и оториноларингологии, фарингите, ларингите, хроническом бронхите, эмфиземе легких, при бронхиальной астме, катаральном рините, всех форм синусита; при проблемах ухо-горло-носа: катаральном отите); при кожных заболеваниях, в частности: псориаз, угри, сыпь, экзема, себорея; при гинекологических заболеваниях, таких как: дерматит половых органов, вагинит, цервицит, дисменорея, вторичное бесплодие, эндометрит.
Также на территории Суйо Терме добывают питьевые минеральные воды, разной степени концентрации минералов, которые продаются в бутылках.
Некоторые источники производят чрезмерный выброс сероводорода и могут быть потенциально опасны. Такие места огорожены.